# Last Year’s Ghost
Last Year’s Ghost ist ein Jazzalbum von Mike Reed und seiner Band Loose Assembly. Die 2006 in Chicago entstandenen Aufnahmen erschienen 2007 auf 482 Music.

## Hintergrund
Schlagzeuger Mike Reed nahm das Album mit seinem Quintett Loose Assembly auf, das er drei Jahre zuvor gegründet hatte. In der Formation spielten die Chicagoer Musiker Josh Abrams (Bass), Jason Adasiewicz (Vibraphon), Tomeka Reid (Cello) und Greg Ward (Altsaxophon). Ein Großteil des Materials auf diesem Album wurde in freien Improvisations-Sessions vorbereitet.

## Titelliste
- Mike Reed’s Loose Assembly: Last Year’s Ghost (482 Music 482-1055)[2]
  1. Flowers, 2:14
  2. Day of the Dead, 7:13
  3. Old Souls, 2:20
  4. Afterthoughts, 6:32
  5. 1974, 1:51
  6. The Entire State of Florida, 7:24
  7. Exorcism, 1:58
  8. Simone’s Crumbs, 4:25
  9. Temporary States, 0:23
  10. Ghost Writer, 5:50
  11. Dreaming With Jill, 5:10
- Alle Kompositionen stammen von Mike Reed bzw. von Loose Assembly (1, 5, 7)

## Rezeption
Das Album erhielt durchweg positive Rezensionen; nach Ansicht von Bill Shoemaker (Point of Departure) ist Reeds Album „eine gut gestaltete Sammlung von Hookline-bestimmten Songs und atmosphärischen Zwischenspielen … ein paar weitere Aufnahmen wie Last Year’s Ghost und Mike Reed werde in der ersten Reihe der lebenden amerikanischen Bandleader stehen.“ Joy Collins schrieb im Cadence Magazine, es sei ein „wunderbar einzigartiges Debüt von einem der großen Jungen der Chicagoer Szene. Jeder, der Interesse an der lebendigen kreativen Musikgemeinschaft der Stadt habe, sollte nicht zögern.“ Brian Morton lobte in The Wire: „Alt[saxophon], Vibraphon, Cello und Bass bilden das Kontingent, aber an diesen Assemblagen ist nichts lose; Es ist eng wie eine Radnuss.“

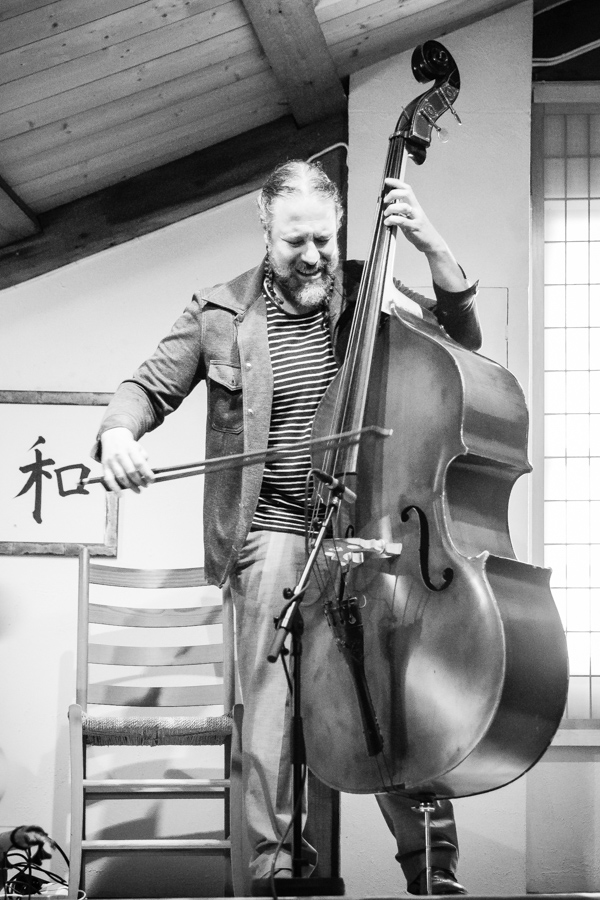
Joshua Abrams, Kongsberg Jazzfestival 2019. Foto: Tore Sætre

Nach Ansicht von Peter Magasak (Chicago Reader) sei der Wechsel zwischen kurzen, meist improvisierten Stücken, die sich auf Textur und gestisches Zusammenspiel konzentrieren, und vollständig realisierten Melodien – von eleganten Balladen mit langen, leisen Melodien bis hin zu bläserbetontem Free Bop, der an Chicagos soulige Jazz-Vergangenheit erinnert – eine Sammlung roher Anfänge und befriedigender Schlussfolgerungen. „Reed und Bassist Josh Abrams legten treibende Grooves fest, über denen der Vibraphonist Jason Adasiewicz stachelige harmonische Muster schweben lässt; Dies gibt dem Altsaxophonisten Greg Ward und der Cellistin Tomeka Reid viel zu tun, wenn sie aus ihren unisono gespielten melodischen Linien ausbrechen und sich dem Improvisieren zuwenden. Insbesondere Ward klingt großartig und balanciert wunderschöne lyrische Formen mit eng gewundenen multiphonischen Schreien.“
Nach Ansicht von Jerry D’Souza, der das Album in All About Jazz rezensierte, das Album beeindrucke mit seiner Mischung aus Improvisiertem und Komponiertem. Ersteres offenbare die Beziehungen innerhalb der Band, während sie auf einer Synthese von Ideen zusammenlaufen, nachdem sie sich auf verschiedenen Wegen bewegt haben. Letzteres, oft reich an Melodien, enthalte genügend Abweichungen, um die Erfahrung lebendig zu machen.
Forrest Dylan Bryant schrieb in JazzTimes, auch wenn ein Großteil des Materials auf diesem Album aus freien Improvisationssessions geboren wurde, behielten die daraus resultierenden Titel trotz ihrer späteren Expansion in vollwertige Kompositionen ein spontanes Gefühl. Eine einzigartige Quintett-Besetzung mit Altsaxophon, Vibraphon, Cello und Bass umgebe vage nostalgische Balladen mit einer dunklen, samtigen Textur und verleihe den wogenden Uptempo-Grooves Dichte. Dazwischen erscheinen dichte Dickichte von Knarren, Stöhnen, Kritzeln und Knurren in kurzen Verbindungsspuren von jeweils etwa zwei Minuten, was die episodische Atmosphäre des Albums verstärke.